# Luftstreitkräfte

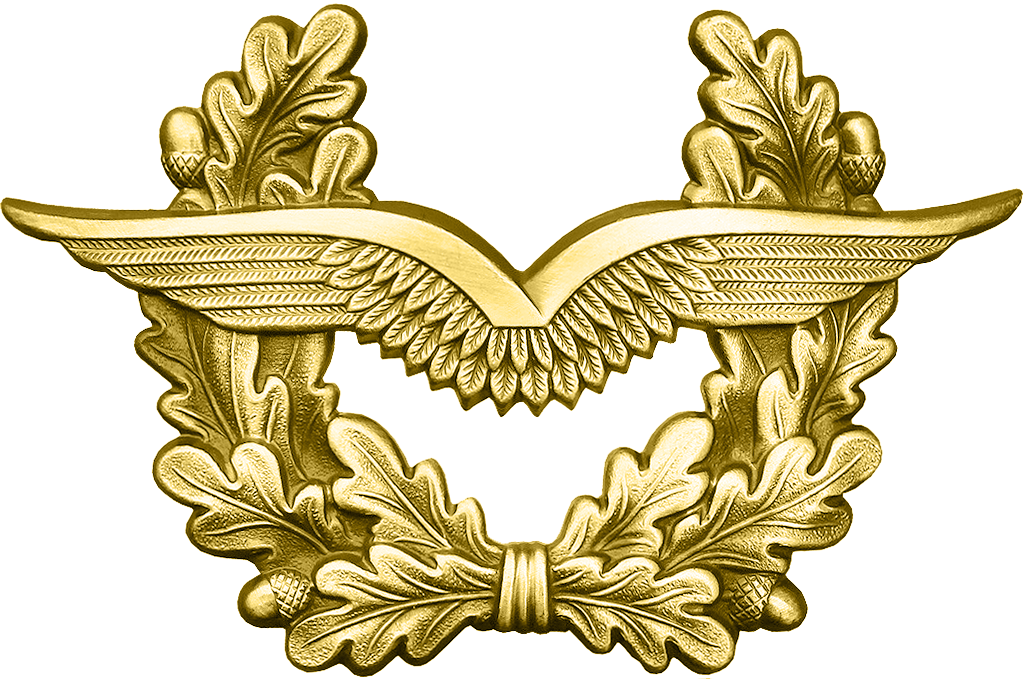
Mützenemblem Luftwaffe (Bundeswehr)

Luftstreitkräfte bilden zusammen mit Landstreitkräften und eventuell vorhandenen Seestreitkräften die Streitkräfte (Militär) eines Staates. Luftstreitkräfte können in einer eigenen Teilstreitkraft Luftwaffe organisiert sein.

## Begriff
Historisch waren die Luftstreitkräfte bis zur Gründung selbständiger Luftwaffen Teil der Heere und der Marinen. So waren die United States Army Air Forces eine Organisation des Heeres, bis 1947 die United States Air Force als eigene Teilstreitkraft aufgestellt wurde. Die erste als selbständige Teilstreitkraft organisierte Luftwaffe der Welt entstand am 1. April 1918, als der Royal Flying Corps und der Royal Naval Air Service zur Royal Air Force (RAF) zusammengeführt wurden.
In Streitkräften kleiner Staaten wird auf die Aufstellung von Luftwaffen oft verzichtet. Die Luftstreitkräfte sind dann in der Regel Teil des Heeres oder als Organisationsbereich oder Truppengattung in Streitkräfte integriert, die auf eine Unterteilung in Teilstreitkräfte verzichten. Ein Beispiel hierfür sind die Luftstreitkräfte des österreichischen Bundesheeres. Im Gegensatz dazu gibt es in der Schweizer Armee eine eigene Teilstreitkraft Luftwaffe. In Kanada waren die Luftstreitkräfte von 1968 bis 1975 Teil von Gesamtstreitkräften, die nicht mehr in Teilstreitkräfte unterteilt waren. Heute gibt es dort mit der Royal Canadian Air Force wieder eine eigene Luftwaffe.
Die Begriffe Luftstreitkräfte und Luftwaffe werden oft synonym verwendet, obwohl es historisch und oft auch organisatorisch nicht zutreffend ist. Die Bezeichnung Luftwaffe ist auch nicht ausschließlicher Eigenname der deutschen Luftwaffe; die Schweiz verwendet diese Bezeichnung für die entsprechende Teilstreitkraft seit 1995 ebenfalls. Analog zu den genannten semantischen Unterschieden sind auch die Begriffe Landstreitkräfte und Seestreitkräfte nicht immer synonym mit Heer und Marine. Landstreitkräfte können neben einem Heer auch separate Elitetruppen, Grenztruppen, Nationalgarden oder Gendarmerieen umfassen, Seestreitkräfte neben der Teilstreitkraft Marine auch separat organisierte Marineinfanterie, Küstenartillerie oder militärische Küstenwachen.
Im Fall der Luftstreitkräfte der Nationalen Volksarmee der DDR wurde für die Bezeichnung der Teilstreitkraft der allgemeinere Begriff Luftstreitkräfte verwendet. Entsprechendes galt für das Heer, nicht aber für die Marine.

## Aufgaben
Luftstreitkräfte können strategisch, operativ und taktisch Aufgaben auf Landkriegsschauplätzen und Seeschauplätzen sowie im tiefen Hinterland des Gegners entweder im Kampf der verbundenen Waffen oder selbständig lösen.
Ihr Fähigkeitsspektrum überschneidet sich häufig mit dem anderer Teilstreitkräfte, z. B. Heer, Marine, Spezialkräfte, Raketentruppen. Dies und unterschiedliche organisatorische Grundlagen erschweren der außenstehenden Betrachtung häufig eine eindeutige organisatorische Zuordnung von Kräften und Mitteln zur jeweiligen Teilstreitkraft einer Armee.
In allen Luftstreitkräften wird zunehmend an der Verbesserung der Fähigkeit zur Zusammenarbeit mit den anderen Teilstreitkräften (Jointness) gearbeitet, um Synergien besser zu nutzen.

## Deutschland, Schweiz und Österreich
In der deutschsprachigen Militärwissenschaft wird traditionell überwiegend die Bezeichnung „Luftwaffe“ verwendet.
Siehe dazu auch
- Luftstreitkräfte (Deutsches Kaiserreich)
- Luftwaffe (Wehrmacht), Teilstreitkraft der Wehrmacht (1935–1945)
- Luftstreitkräfte (NVA), Teilstreitkraft der NVA (1956–1990)
- Luftwaffe (Bundeswehr), Teilstreitkraft der Bundeswehr (1956–heute)
- Schweizer Luftwaffe
- Luftstreitkräfte (Bundesheer), Teil des Österreichischen Bundesheeres

## Gliederung

### Friedensgliederung
Die Organisationsstrukturen von Luftstreitkräften im Frieden sind meist abhängig von der Größe der jeweiligen Armee, dem Umfang der verfügbaren Fähigkeiten und der militärischen Führungsphilosophie eines Systems sowie ggf. seiner Einbindung in multinationale Strukturen.

### Gliederung im Einsatz
Die taktischen Einsatz- und Führungsgrundsätze von Luftstreitkräften unterscheiden sich grundlegend von denen der Landstreitkräfte und erheblich von denen anderer Teilstreitkräfte. Dies äußert sich am deutlichsten in Führungsstruktur und -verfahren im Einsatz.
So werden in Luftkriegsoperationen die Kräfte (bei Bedarf bis auf die Ebene eines einzelnen Waffensystems) für jede Mission bedarfsgerecht anhand der für die Auftragserfüllung benötigten Fähigkeiten zusammengestellt. Vor allem bei komplexen offensiven Operationen erfolgt ein Einsatz im (multinationalen) Verbund, um zusätzlich die bestehenden Stärken besser nutzen und ggf. vorhandene Schwächen kompensieren zu können. Die Führung erfolgt somit in der Regel unabhängig von der jeweiligen truppendienstlichen (Friedens-)Unterstellung der beteiligten Kräfte.

## Offensive Kräfte
Offensive Operationen werden vor allem gegen gegnerische bewaffnete Kräfte und deren Unterstützungselemente sowie deren Infra- und Führungsstruktur im Rahmen eines streitkräftegemeinsamen Vorgehens mit Heer und Marine durchgeführt. Sie können jedoch auch eigenständige gezielte Angriffe auf das gegnerische Gesamtsystem im Rahmen effektbasierter Operationsführung umfassen.
Unterschieden werden die fliegenden Kräfte von Luftwaffen in den verschiedenen Verwendungsrichtungen nach strategischen, operativen und taktischen Kräften. Letztere dienen oft zur unmittelbaren Unterstützung von Heeresoperationen oder Operationen der Marineinfanterie.
Offensive Operationen sind Luftangriffe gegen strategische Ziele, Kampf gegen das gegnerische Luftkriegspotenzial (OCA – offensive counter air) in der Luft sowie auch am Boden sowie Jagdvorstoß als selbständig Luftoperationen, Abriegelung aus der Luft (AI – air interdiction), Luftnahunterstützung (CAS – close air support) sowie Erdkampfunterstützung mit Schlachtflugzeugen und Gun Ships wie der AC-130 W als Operationen zur Unterstützung von Bodenoperationen und Kampf gegen Seestreitkräfte zur Unterstützung von Marinekräften.
Offensiv eingesetzt werden können Jagdflugzeuge, Jagdbomber, Bomber und Erdkampfunterstützer sowie Aufklärungsflugzeuge und unbemannte Luftfahrzeuge. Dabei sind insbesondere moderne Kampfflugzeuge – selbst innerhalb einer Mission – meist nicht auf eine bestimmte Einsatzart festgelegt, sondern werden sowohl in der „Luft-Luft- als auch in der Luft-Boden-Rolle“ genutzt. Die Unterstützung durch Kampfhubschrauber wird durch Heeresfliegerkräfte gestellt.

## Defensive Kräfte
Der Schutz des Luftraums des eigenen Staates oder eines Einsatzgebiets vor gegnerischen Luftkriegsmitteln (Flugzeugen, ballistischen Raketen (ballistic missile), Boden-Boden-Raketen, Hubschraubern, Drohnen Marschflugkörpern etc.) erfolgt luftgestützt durch Jagdflugzeuge sowie durch bodengebundene und seegestützte Systeme.
Wegen der zum Teil unterschiedlichen angreifenden Luftziele beim Schutz von Staatsgebieten, Heeres Operationen und Flottenverbänden unterhalten die Teilstreitkräfte oft eigene, zum Teil spezialisierte Abwehrsysteme zum Beispiel:
- Luftverteidigungs-Systeme der Luftwaffe,
- Flugabwehrkräfte des Heeres, z. B. Flugabwehrraketen-Systeme und
- seegestützte Kräfte der Marine zur Abwehr von Luftzielen (z. B. auf Fregatten).

Hier besteht wie bei offensiven Operationen ein erheblicher Koordinationsbedarf zwischen den Abwehrsystemen innerhalb eines gegebenen Operationsgebietes. Die strenge Zuordnung von Abwehrsystemen zu Teilstreitkräften kann in diesem Zusammenhang auch hinderlich sein, da die bestehenden Kommunikationssysteme der Teilstreitkräfte und die Verfahren zur Koordinierung oft unterschiedlich sind. In verschiedenen Ländern wird daher insbesondere die Zuordnung der bodengebundenen Luftverteidigung zu den Teilstreitkräften Luftwaffe und Heer aufgelöst. Im Idealfall wird die Koordination etwa durch sogenannte „Plug-and-Fight“-Fähigkeit der zu koordinierenden Abwehrsysteme bzw. deren räumlich verteilter Komponenten hergestellt. Dies wird insbesondere bei der Entwicklung neuer (Teil-)Systeme wie etwa bei dem Luftverteidigungssystem MEADS realisiert.

## Unterstützende Kräfte
Luftstreitkräfte verfügen über ein breites Spektrum an Fähigkeiten zur Unterstützung von Operationen aller Teilstreitkräfte.

### Lufttransport
Zur schnellen Verlegung von Personal und Material werden Luftfahrzeuge unterschiedlicher Größen und Reichweiten eingesetzt. Diese variieren von leichten Transporthubschraubern für den taktischen Lufttransport innerhalb eines Einsatzgebietes über Transportflugzeuge mittlerer Gewichts- und Reichweitenklassen bis hin zu Großraumtransportflugzeugen für den strategischen Lufttransport über große Entfernungen.
Sonderformen des Lufttransports sind das Absetzen von Fallschirmjägern bei Luftlandeoperationen, die strategische Rückverlegung von verwundeten Soldaten ins Heimatland (StratAirMedEvac) oder der Lufttransport im politischen Bereich.

### Luftbetankung
Durch Luftbetankung mit Tankflugzeugen wird die Reichweite oder die Stehzeit der eingesetzten Luftfahrzeuge erhöht. Über diese seltene Ressource verfügen weltweit nur wenige Luftstreitkräfte in ausreichender Zahl. Zur Erhöhung der Effizienz wird diese Fähigkeit bei Verfügbarkeit auch anderen Nationen gegen Kompensation (z. B. Bezahlung) angeboten.

### Aufklärung und Überwachung
Seit dem Ersten Weltkrieg werden wesentliche Ergebnisse der Aufklärung durch die Luftstreitkräfte erbracht und dienen zur Erstellung eines umfassenden Lagebildes. Dies erfolgt vor allem im optischen und elektronischen Spektrum durch unbemannte Luftfahrzeuge, Aufklärungsflugzeuge und Aufklärungssatelliten.
Der Luftraum wird durch bodengebundene Sensoren (z. B. Radaranlagen) und luftgestützte Plattformen wie das AWACS überwacht. Systeme wie JSTARS sowie zukünftig AGS dienen zur Überwachung des Bodens oder eines Seegebietes.

### Rettung aus der Luft
Das Suchen von verunglückten Luftfahrzeugen und Schiffen sowie das Retten von ggf. Überlebenden (SAR: Search and Rescue) ist in der Regel nationale Aufgabe eines Staates. Diese Funktion wird meist durch Hubschrauber der Luftstreitkräfte, (Seenotrettung meist durch Seestreitkräfte) wahrgenommen.
Eine Sonderform stellen Missionen zur bewaffneten Suche und Rettung (CSAR: Combat Search and Rescue) abgeschossener bzw. abgestürzter Luftfahrzeugbesatzungen oder isolierter eigener Kräfte innerhalb einer militärischen Operation dar. Diese Aufgabe wird durch speziell ausgerüstete und ausgebildete Einheiten wahrgenommen und durch zahlreiche weitere Kräfte unterstützt.

### Sonderaufgaben
Luftstreitkräfte werden für zahlreiche weitere Sonderaufgaben eingesetzt. Beispiele hierfür sind:
- Führung aus der Luft durch fliegende Gefechtsstände (ABCCC – airborne battlefield command and control center) (z. B. EC-130 E)[2]
- Einsätze im Rahmen von Informationsoperationen (InfoOp) mit speziell ausgerüsteten Luftfahrzeugen (z. B. EC-130 Commando Solo/Compass Call[3]) zur Elektronischen Kampfführung (EloKa) oder für Maßnahmen im Rahmen Psychologischer Operationen (PsyOps)
- Die US Air Force übernimmt auch weite Teile der Cyberkriegsführung (siehe: Air Force Cyber Command)
- Ein exotisches Beispiel ist die künstliche Erzeugung von Regen durch die thailändischen Luftstreitkräfte.[4]

### Logistik/Unterstützung
Luftstreitkräfte verfügen in der Regel über umfangreiche organische logistische Komponenten, vor allem zur Instandsetzung/-haltung des Geräts. Zusätzlich sind für den Betrieb und die Sicherung von Kampfführungsanlagen (z. B. Flugplätzen oder Gefechtsständen) oder logistischen Einrichtungen (z. B. Depots oder Flugzeugwerften) vielfältige Unterstützungselemente nötig. Diese reichen von zum Teil zivilen Kräften wie Wetterberatern oder Feuerwehren über Sanitätseinheiten und speziellem IT-Personal bis hin zu spezialisierten Kräften wie zur Kampfmittelräumung, Startbahninstandsetzung oder zum Objektschutz.

### Führung im Frieden
Aufgrund der großen Bandbreite an Fähigkeiten bei zugleich erforderlicher Fachexpertise erfolgt die Führung von Luftstreitkräften im Frieden meist durch Dienststellen/Stäbe, in denen unter anderem auch Spezialisten für die Personalgewinnung, Aus-/Weiterbildung im Frieden und die Beschaffung von Gerät gebündelt werden.